# Loriartige

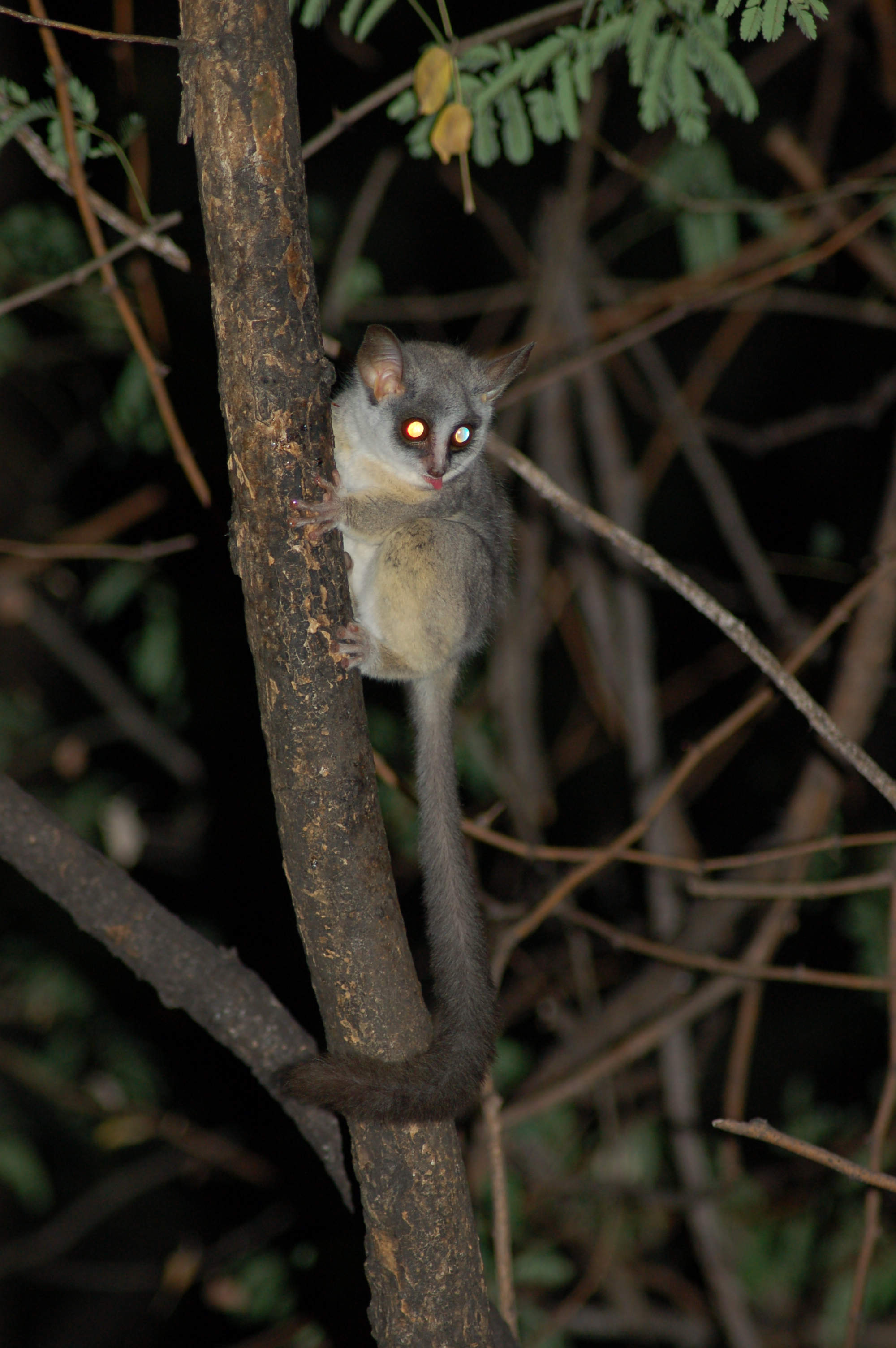
Galago (Galago sp.)

Die Loriartigen (Lorisiformes) sind eine Teilordnung der Primaten. Sie fassen die beiden Familien der Loris und Galagos zusammen und bilden gemeinsam mit den Lemuren die Gruppe der Feuchtnasenaffen.

## Merkmale
Loriartige sind relativ kleine Primaten. Sie erreichen eine Kopfrumpflänge von 7 bis 40 Zentimetern, der Schwanz ist bei den Loris nur ein kurzer Stummel, bei den Galagos kann er hingegen länger als der Rumpf sein. Das Gewicht dieser Tiere variiert von 0,05 bis 2 Kilogramm. Das Fell ist in unauffälligen Grau- oder Brauntönen gehalten, die Unterseite ist meist etwas heller. Im Bau des Bewegungsapparates zeigen sich deutlich Spezifikationen an die jeweilige Lebensweise: Die Loris haben als Langsamkletterer annähernd gleich lange Vorder- und Hinterbeine, die Hände sind zu „Greifzangen“ umgebildet. Bei den Galagos sind hingegen als Anpassungen an die springende Fortbewegung die Hinterbeine und die Fußwurzel stark verlängert. Wie bei allen Feuchtnasenaffen tragen alle Finger und Zehen Fingernägel mit Ausnahme der Putzkralle an der zweiten Zehe. Der Kopf ist rundlich, die Augen sind relativ groß. Wie bei allen Feuchtnasenaffen ist die Nase mit einem Nasenspiegel ausgestattet. Die Zahnformel lautet I2/2-C1/1-P3/3-M3/3, insgesamt also 36 Zähne. Wie bei den meisten Feuchtnasenaffen bilden die unteren Schneide- und Eckzähne einen nach vorne gerichteten Zahnkamm.

## Verbreitung und Lebensraum
Die Loriartigen sind im mittleren und südlichen Afrika – jedoch nicht auf Madagaskar – und im südlichen und südöstlichen Asien beheimatet, wobei die Galagos auf Afrika beschränkt sind, die Loris jedoch auf beiden Kontinenten vorkommen. Lebensraum dieser Tiere sind Wälder und andere baumbestandene Gebiete, es gibt neben ausgeprägten Regenwaldbewohnern auch Vertreter, die in Trockenwäldern oder Savannen leben.

## Lebensweise
Beide Gruppen der Loriartigen sind nachtaktive Baumbewohner, ansonsten unterscheiden sich die Lebensweisen der Familien deutlich. Galagos bewegen sich schnell kletternd und springend fort und kommunizieren mit Schreilauten. Die Loris hingegen führen eine bedächtige, verborgene Lebensweise: sie klettern langsam durch das Geäst und geben kaum Laute von sich.
Die Nahrung der Loriartigen ist variabel: neben Arten, die sich von Früchten oder Baumsäften ernähren, gibt es auch allesfressende und auch einige hauptsächlich fleischfressende Vertreter. Die Zusammensetzung der Nahrung variiert nicht nur zwischen den Arten, auch innerhalb einer Art kann es je nach Lebensraum oder Jahreszeit starke Unterschiede in der Ernährung geben.

## Systematik
Die Schwestergruppe der Loriartigen sind die Lemuren, gemeinsam bilden sie die Gruppe der Feuchtnasenaffen; der letzte gemeinsame Vorfahre der Loriartigen und der Lemuren lebte vor rund 50 Millionen Jahren. Zwar ist die Monophylie der Loriartigen und das Schwestergruppenverhältnis zu den Lemuren aufgrund genetischer Daten relativ gesichert, es gibt aber nur wenige Synapomorphien, also morphologische Merkmale, die sie eindeutig von den Lemuren unterscheiden. Hierzu zählen der Bau der Ohrregion und der Blutversorgung des Schädels – so ist die Arteria carotis interna bei den Loriartigen im Gegensatz zu den meisten Lemuren rückgebildet.
Insgesamt werden über 35 Arten unterschieden. Die folgende Liste gibt die Systematik bis zur Gattungsebene wieder:
- Galagos (Galagonidae)
  - Gewöhnliche Galagos (Galago): 4 Arten
  - Zwerggalagos (Galagoides): 3 Arten
  - Riesengalagos (Otolemur): 3 Arten
  - Kielnagelgalagos (Euoticus): 2 Arten
  - Eichhörnchen-Galagos (Sciurocheirus): 4 Arten
  - Paragalago: 5 Arten
- Loris (Lorisidae)
  - Falscher Potto (Pseudopotto martini): Status umstritten
  - Bärenmakis (Arctocebus): 2 Arten
  - Pottos (Perodicticus): 3 Arten
  - Schlankloris (Loris): 2 Arten
  - Plumploris (Nycticebus): 8 Arten
  - Zwerglori (Xanthonycticebus): 1 Art[2]

Fossil überliefert sind aus rund 40 Millionen Jahre alten Schichten in Ägypten und Libyen die Gattungen Saharagalago und Karanisia, die den frühen Vorfahren der Galagos bzw. der Loris nahestehen, sowie aus Kenia die rund 19 Millionen Jahre alte Gattung Progalago.
Unterschiede zwischen Galagos und Loris nach Geissmann:
| Galagos | Loris |
| --- | --- |
| - Afrika - sozial - lärmend - Fußwurzel und Hinterbeine verlängert - erster Strahl nicht spezialisiert - zweiter Strahl schwach reduziert - kein Rete mirabile in Händen und Füßen - Wirbelzahl nicht spezialisiert - langer Schwanz - große Ohren - wenig spezialisierter Grundstoffwechsel - leben vor allem in offeneren Habitaten | - Afrika und Asien - meist Einzelgänger - kryptisch (leise) - Fußwurzel und Hinterbeine nicht verlängert - erster Strahl verstärkt und abgewinkelt - zweiter Strahl stark reduziert - Rete mirabile in Händen und Füßen - Vergrößerte Wirbelzahl in Rumpf und Kreuzbein - stark verkürzter Schwanz - kleine Ohren - reduzierter Grundstoffwechsel - leben in dichtem Laubwerk |